# Бакајано (Фиренца)
Бакајано је насеље у Италији у округу Фиренца, региону Тоскана.
Према процени из 2011. у насељу је живело 570 становника. Насеље се налази на надморској висини од 103 м.